# Pavol Paška
Pavol Paška (ur. 23 lutego 1958 w Koszycach, zm. 6 kwietnia 2018 tamże) – słowacki polityk, wiceprzewodniczący partii Kierunek – Socjalna Demokracja, w latach 2006–2010 i 2012–2014 przewodniczący Rady Narodowej.

## Życiorys
Ukończył studia na Wydziale Filozofii Uniwersytetu Komeńskiego w Bratysławie (1985, studiował filozofię i estetykę), po czym pracował w administracji publicznej i samorządowej w rodzinnych Koszycach. Od 1992 prowadził własną działalność gospodarczą.
W wyborach w 2002 po raz pierwszy zdobył mandat posła z ramienia ugrupowania Kierunek – Socjalna Demokracja, którego był członkiem założycielem. W maju 2003 powierzono mu obowiązki wiceprzewodniczącego partii. W parlamencie pełnił m.in. funkcję przewodniczącego komisji spraw zagranicznych (od 2004). W 2006 uzyskał reelekcję, w lipcu tego samego roku głosami nowej koalicji rządzącej (tworzonej przez SMER, HZDS, SNS) został wybrany na przewodniczącego słowackiego parlamentu. Pełnił również obowiązki przewodniczącego konferencji przewodniczących parlamentów państw Unii Europejskiej. W lipcu 2010 na urzędzie marszałka zastąpił go Richard Sulík. Pavol Paška utrzymywał mandat poselski w kolejnych wyborach w 2010 i w 2012. W kwietniu 2012 ponownie został przewodniczącym Rady Narodowej. W listopadzie 2014 ogłosił rezygnację z tej funkcji. 25 listopada 2014 na posiedzeniu Rady Narodowej jej nowym przewodniczącym w drodze głosowania został Peter Pellegrini.